# 東涌駅 (広州市)
東涌駅（とうちょうえき）は、中華人民共和国広東省広州市南沙区に位置する広州地下鉄4号線の駅である。

## 駅構造
- 相対式ホーム2面2線の高架駅。

## 歴史
- 2006年12月30日 - 開業。

## ギャラリー

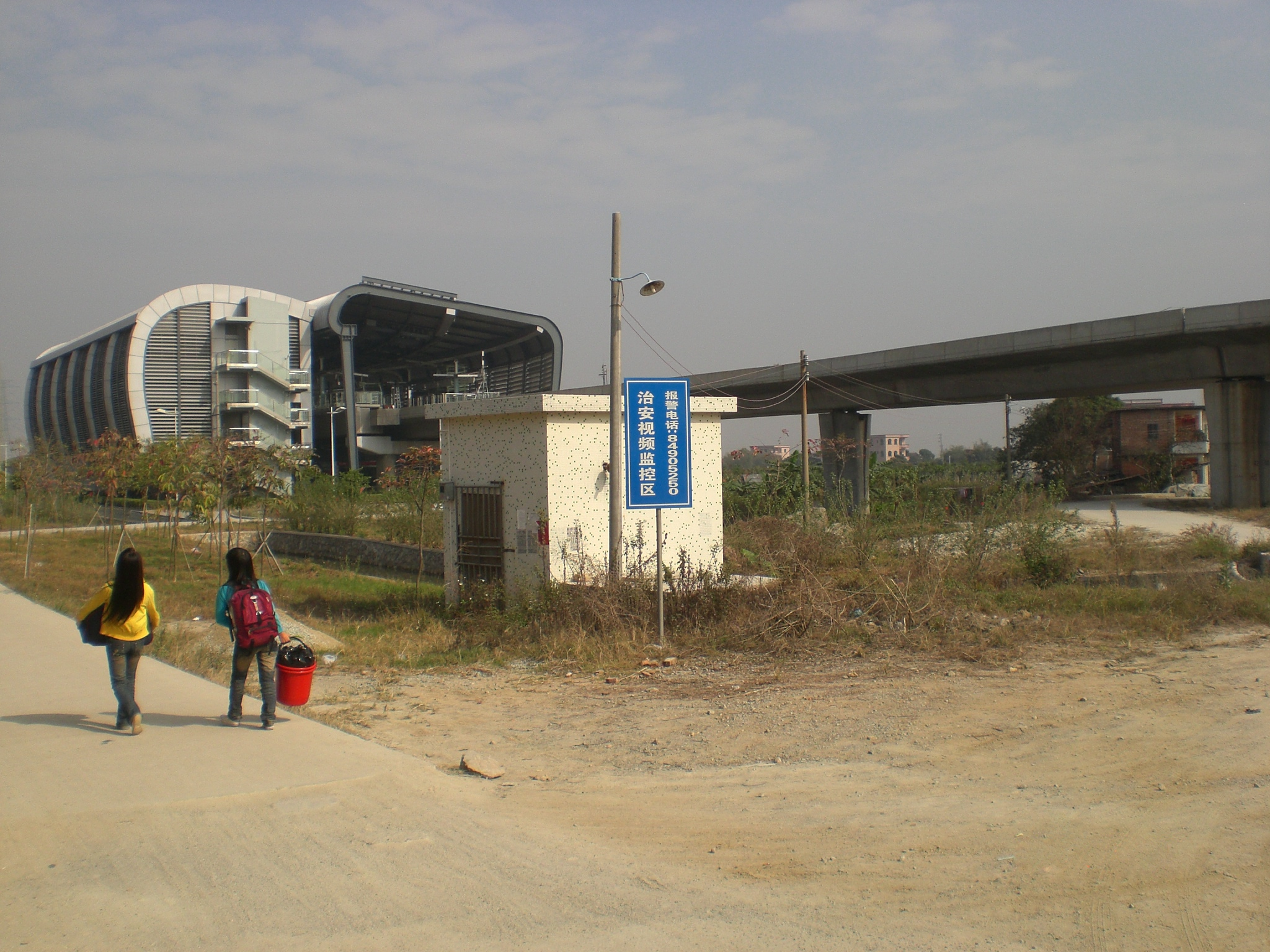
駅舎
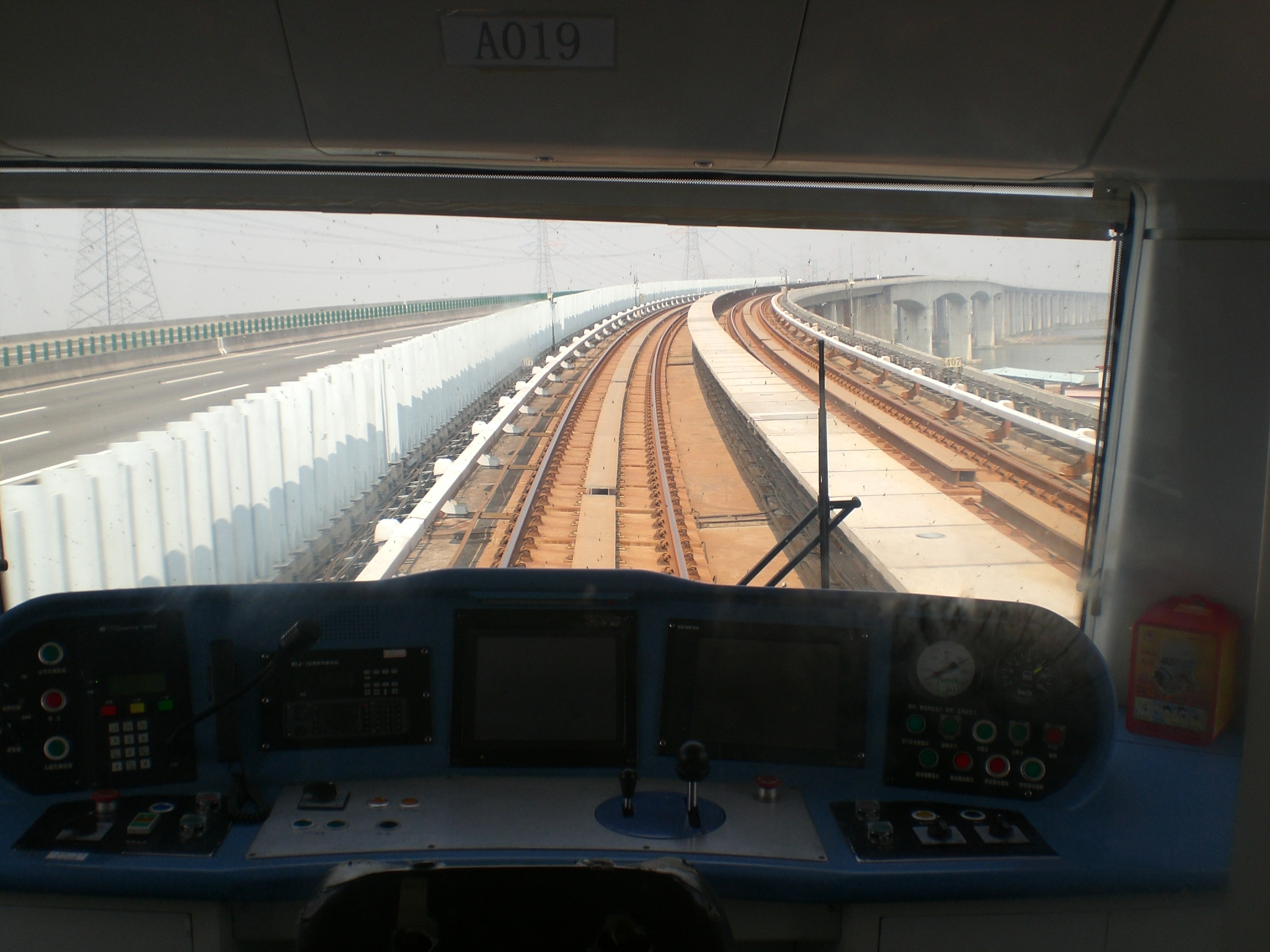
東涌駅付近

## 隣の駅
広州地下鉄
■4号線
低涌駅 - 東涌駅 - 慶盛駅